# Kazunari Ōno
Kazunari Ōno (jap. 大野 和成 Ōno Kazunari; ur. 4 sierpnia 1989) – japoński piłkarz występujący na pozycji obrońcy. Obecnie występuje w Albirex Niigata.

## Kariera klubowa
Od 2008 roku występował w klubach Albirex Niigata, Ehime FC i Shonan Bellmare.